# MoarVM
MoarVM（Metamodel On A Runtime Virtual Machine）は、6modelオブジェクトシステム用に構築された仮想マシンであり、Rakuのもう一つのVMバックエンドとして機能するように設計されている。MoarVMは、Rakuで使用されるモデルシステムに近い内部表現を持つことにより、Parrotよりも高い効率性を実現するために作成された。特に、MoarVMは2015年12月にリリースされたRakudoの最初の安定バージョンの仮想マシンであった。
MoarVMの作業は2012年3月31日に開始され、プロジェクトは翌年の2013年5月31日に初めて公開された。
2014年3月の時点で、MoarVMは起動時間とビルド速度の点でRakudoとNQPのための最速の仮想マシンである。
MoarVMはArtistic License 2.0の下で利用可能である。